# Gul Mohammed
Gul Mohammed, född 15 februari 1957 i New Delhi, död 1 oktober 1997 i New Delhi, var enligt Guinness Rekordbok den kortaste människan vars längd och existens verifierats fram till 2012 då Chandra Bahadur Dangi mättes.
Den 19 juli 1990 undersöktes han på Ram Manohar Lohia Hospital i New Delhi och var då 57 cm lång och vägde 17 kilogram. Han avled den 1 oktober 1997 av en hjärtinfarkt.